# 優素福·伊扎特
優素福·伊扎特（Youssef Ezzat，1997年12月14日—）是一名埃及跳水運動員。他曾獲得2015年國際泳聯跳水大獎賽新加坡站男子雙人10公尺跳台季軍。

## 外部連結
- the-sports.org （页面存档备份，存于）